# Поляци в Мексико
Поляците в Мексико (на полски: polskie meksykanie; на испански: polaco-mexicanos) са етническа група в Мексико.

## Численост
В страната живеят общо 1169 поляци. 
В бъдещето може броят на поляците в страната да достигне 15 000. 

## Известни личности
- Хенрик Шеринг
- Тамара де Лемпицка
- Артуро Рипстейн
- Елена Понятовска